# Astragalus leiosemius
Astragalus leiosemius là một loài thực vật có hoa trong họ Đậu. Loài này được (Lipsky) Popov miêu tả khoa học đầu tiên.